# Románoravica

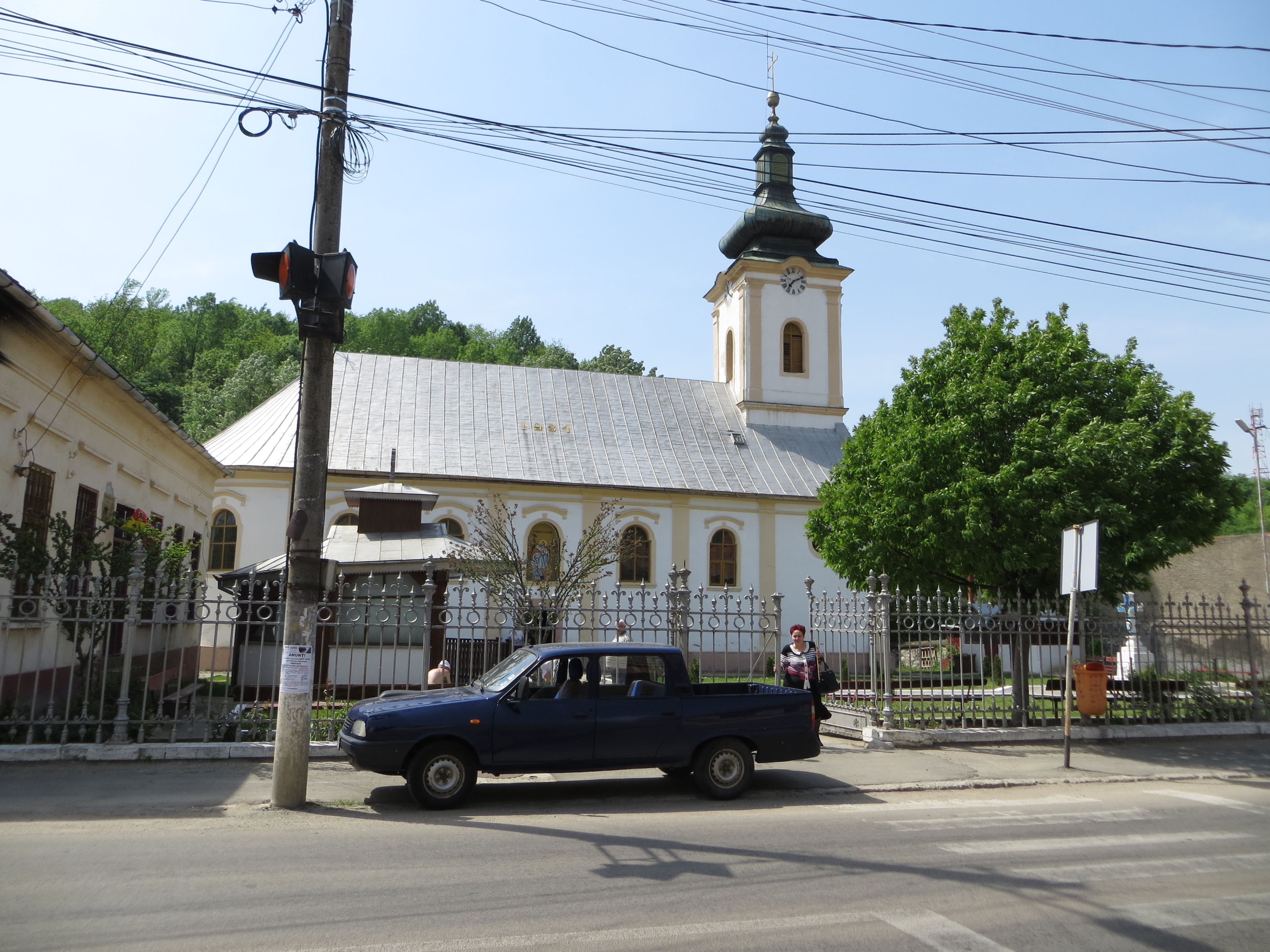
Az ortodox templom (1755 körül épült)

Románoravica, 1911 és 1918 között Oravicafalu (románul: Oraviţa Română) egykori falu Romániában, Krassó-Szörény megyében. 1926 óta Oravicabánya része.

## Fekvése
Oravicabánya keleti, síksági részén fekszik. Északi részén a szocializmus alatt építették föl a Pályaudvari-negyedet.

## Története
Ortodox egyházközsége 1743-ban jött létre, temploma 1755 körül épült. 1785-ben néhány évtizedre egyesítették Németoravicával.
1847-ben területén építették föl Oravica vasútállomását, amely a legrégebbi vasútállomás a mai Romániában.
1854-ben a StEG birtokába került. A vállalat érczúzóművet, kőolaj-finomítót, cementgyárat és gőzfűrészt alapított itt. Mezővárosi rangja volt.
1864-ben alakult görögkatolikus egyháza. A 19. század utolsó negyedében itt működött a Bánság legnagyobb román könyvkereskedése, I. E. Ţăranué.
A Katonai határőrvidékhez, 1872–1881-ben Krassó, 1881–1926-ban Krassó-Szörény vármegyéhez tartozott.

## Népessége
- 1842-ben 1685 ortodox és 314 római katolikus vallású lakosa volt.[3]
- 1900-ban 2542 lakosából 1658 volt román, 513 német, 266 magyar és 65 szerb anyanyelvű; 1243 ortodox, 676 római katolikus, 491 görögkatolikus, 83 zsidó, 25 evangélikus és 21 református vallású.[4]